# سیارک ۷۱۴۴
سیارک ۷۱۴۴ (به انگلیسی: 7144 Dossobuono، نامگذاری:1996KQ) هفت هزار و صد و چهل و چهارمین سیارک کشف شده است که در ۲۰ مه ۱۹۹۶ کشف شد.
قدر مطلق سیارک برابر ۱۳٫۹۰ است.